# 에치고나카자토역
에치고나카자토역(일본어: 越後中里駅, えちごなかざとえき)은 일본 니가타현 미나미우오누마군 유자와정에 있는, 동일본 여객철도의 철도역이다. 조에쓰선이 지나간다.
나가오카 역 쪽에서 온 대부분의 열차가 반대방향으로 회차하며, 쓰치타루역, 미나카미역 방면으로는 평일에는 하루 5편, 주말과 휴일에는 6편씩만 다니고 있다.

## 역 구조
지상역으로, 승강장은 단식 1면 1선과 섬식 1면 2선이 있다. 역사는 단식 승강장 쪽에 있으며, 양쪽 승강장은 과선료로 이어져 있다. 동쪽 출구는 유자와나카자토 스키장으로 바로 연결된다.

### 승강장
| 1 | ■ 조에쓰선 | 에치고유자와 · 무이카마치 · 나가오카 방면 |
| 2 | ■ 조에쓰선 | (시종착 열차만 사용)                      |
| 3 | ■ 조에쓰선 | 도아이 · 미나카미 · 다카사키 방면         |

## 역세권 정보
- 유자와나카자토 스키장

## 역사
- 1931년 9월 1일 - 일본국유철도 조에쓰선 미나카미 ~ 에치고유자와 구간의 개통과 동시에 문을 열었다.
- 1987년 4월 1일 - 민영화에 따라 동일본 여객철도의 소속이 되었다.

## 인접역
| 동일본 여객철도 조에쓰선 | 동일본 여객철도 조에쓰선 | 동일본 여객철도 조에쓰선                |
| ------------------------ | ------------------------ | --------------------------------------- |
| 쓰치타루 다카사키 방면   | ■ 보통                   | 이왓파라스키조마에 나가오카·니가타 방면 |